# Труцци (цирковая династия)

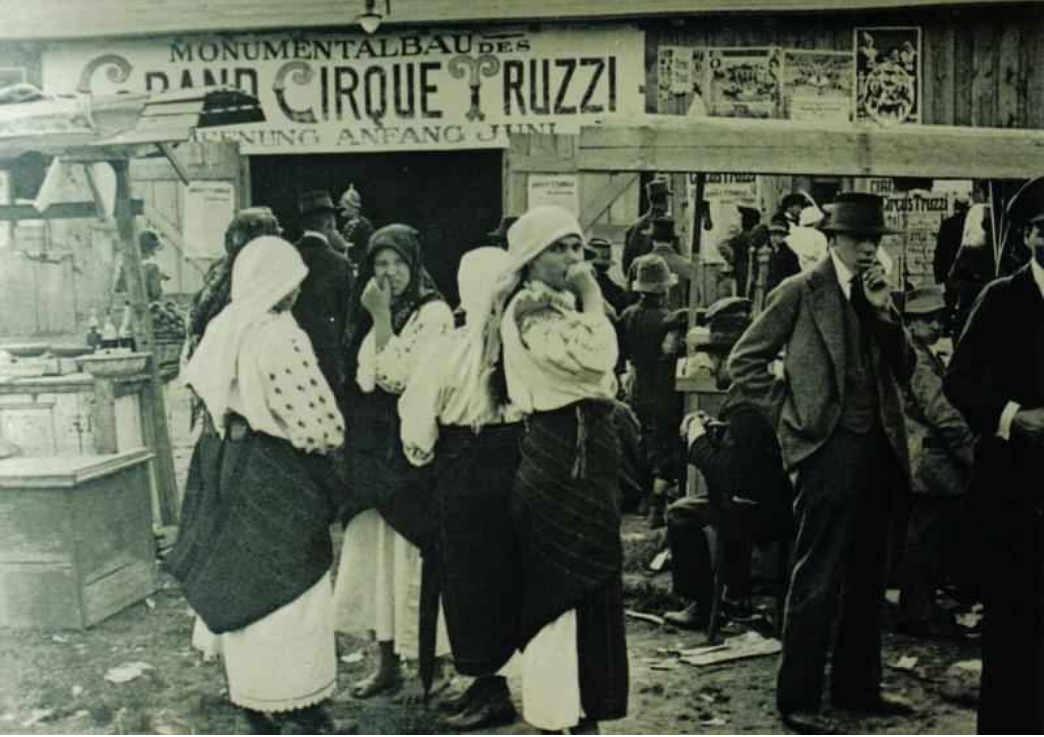
Гастроли цирка братьев Труцци в Черновцах, 1907

Тру́цци (итал. Truzzi) — российская цирковая династия итальянского происхождения. 
Родоначальник династии Массимилиано (в России — Максимилиано) Труцци (1833—1899) приехал в Российскую империю по приглашению антрепренёра Альберта Вильгельмовича Саламонского в 1880 году. В середине 1880-х годов основал собственный цирк в Воронеже, бывший на тот момент одним из крупнейших в стране. Его жена — Луиза Труцци (урождённая Бузони; 1842—1917) также выступала в цирке в качестве наездницы. 
Второе поколение династии представляли дети Луизы от первого брака — Рудольфо (1860—1936), Жижетто (1865–1925) и Энрико (1870—1939) после смерти отца первое время выступали совместно в цирке «Братья Труцци», а позднее поделили его. 
Третье поколение также продолжило цирковую дейтельность. В советское время наиболее известным представителем династии был сын Жижетто Вильямс (1889—1931), руководил последовательно Севастопольским, Московским и Ленинградским цирками, затем был арт-директором Центрального управления государственных цирков, а также ставил собственные цирковые представления-пантомимы. Его жена Эмма Яковлевна Труцци (1898—1981) также была цирковой артисткой — наездницей и дрессировщицей лошадей. Другой сын Жижетто Гуго (1902—1970) был берейтором, последние годы жизни жил в Германской Демократической Республике. Сын Энрико Массимилиано (1904—1974) был известным жонглёром, жил в Европе, а позднее — в США.
К четвёртому поколению цирковой династии Труцци относятся дети Вильямса: Иоланта (1920—?) и Жижетто-младший (1922—?), работавшие жонглёрами.